# East Carondelet
East Carondelet é uma vila localizada no estado americano de Illinois, no Condado de St. Clair.

## Demografia
Segundo o censo americano de 2000, a sua população era de 267 habitantes.
Em 2006, foi estimada uma população de 576, um aumento de 309 (115.7%).

## Geografia
De acordo com o United States Census Bureau tem uma área de
4,3 km², dos quais 3,2 km² cobertos por terra e 1,1 km² cobertos por água.

## Localidades na vizinhança
O diagrama seguinte representa as localidades num raio de 8 km ao redor de East Carondelet.